# سیارک ۷۳۱۴
سیارک ۷۳۱۴ (به انگلیسی: 7314 Pevsner، نامگذاری:2146T-1) هفت هزار و سیصد و چهاردهمین سیارک کشف شده‌است که در ۲۵ مارس ۱۹۷۱ کشف شد.
قدر مطلق سیارک برابر ۱۲٫۲۰ است.